# Эгидий (епископ Реймса)
Эгидий (лат. Ægidius, Egidius, фр. Gilles; вторая половина VI века) — епископ Реймса (около 560—590).

## Биография
Основными историческими источниками о жизни Эгидия являются «История франков» Григория Турского и «История Реймсской церкви» Флодоарда.
О происхождении Эгидия ничего не известно, но на основании ономастических данных предполагается, что его семья могла быть связана родственными узами с римским военным магистром Эгидием. О знатном происхождении епископа Эгидия упоминал и Венанций Фортунат.
Точная дата восшествия Эгидия на кафедру Реймсской епархии неизвестна. Предполагается, что он возглавил епархию около 560 года, став преемником скончавшегося епископа Мапина. Первое упоминание об Эгидии как епископе датировано 5 июня 565 года.
Современники Эгидия описывали его как весьма деятельного прелата, но при этом обладавшего чрезмерной гордыней. Венанций Фортунат хвалил епископа Реймса за его набожность и красноречие. По просьбе Эгидия Венанций написал стихотворное житие святого Ремигия, сохранившееся только во фрагментах.

Церковь Франкского государства при Меровингах

Эгидий возглавлял интронизацию Григория Турского как главы епархии. Хотя эта торжественная церемония, состоявшаяся в Меце 24 августа 573 года, и не соответствовала всем церковным традициям, на ней присутствовали король Австразии Сигиберт I и его супруга Брунгильда. Королевская чета оказывала покровительство Эгидию, предоставив ему и его епархии множество даров и привилегий. В ответ епископ с полной покорностью исполнял любую волю правителя Австразии, даже если желание монарха противоречило церковным канонам. Так, по требованию Сигиберта епископ Реймса возвёл на кафедру Шатодёна некоего Промота, хотя против выступало духовенство этой епархии. Епископ Шартра Папполь, суффраганом которого был епископ Шатодёна, поднял вопрос о неканоничности поставления Промота на церковном соборе в Париже 11 сентября 573 года. Участники собрания осудили действия Эгидия, указав, что только Папполь, как митрополит Шатодёнской епархии, мог проводить церемонию интронизации нового епископа. Несмотря на постановление собора, до самой смерти короля Сигиберта I Промот продолжал оставаться главой своей епархии.
После убийства в 575 году Сигиберта I, при королевском дворе которого Эгидий имел очень большое влияние, престол Австразии унаследовал его ещё несовершеннолетний сын Хильдеберт II. В это время Эгидий входил в возглавляемую герцогом Гунтрамном Бозоном группу австразийской знати, выступившую против регентства Брунгильды. Во время малолетства Хильдеберта Эгидий играл важную роль в управлении Австразией, ещё больше усилив своё влияние на придворные дела.
Однако, часто посещая как посол королевский двор Нейстрии, епископ стал близким другом короля Хильперика I и его супруги Фредегонды. Григорий Турский даже сообщал, что в 577 году Эгидий вместе с Гунтрамном Бозоном содействовал Фредегонде в убийстве принца Меровея. В 581—583 годах епископ Реймса был главой всех посольств, которые Хильдеберт II посылал к Хильперику I. В 581 году Эгидий был одним из инициаторов заключения союза между королями Хильдебертом и Хильпериком. Союз, скреплённый признанием короля Австразии наследником владений короля Нейстрии, был направлен против короля Бургундии Гунтрамна, что сделало епископа личным врагом этого монарха. Когда в 583 году между правителями франков началась война, епископ Реймса лично принял участие в походе. Однако австразийское войско шло слишком медленно и не смогло оказать помощь нейстрийцам, которые были разгромлены войском Гунтрамна. Это поражение вызвало мятеж среди австразийских воинов: они забросали епископа камнями и убили бы его, если бы он не ускакал от них на лошади. Эгидий был столь напуган произошедшим, что, по словам Григория Турского, «потеряв с одной ноги сапог, не подобрал его» и в таком виде прибыл в Реймс. Ещё более плачевно сказалось на карьере Эгидия заключение мира между Хильдебертом II и Гунтрамном: по просьбе правителя Бургундии король Австразии отдалил от себя главу Реймсской епархии.
По свидетельству Григория Турского, впавший в немилость Эгидий в 585 году оказался замешанным в дело Гундовальда, объявившего себя сыном короля Хлотаря I и захватившего власть над Аквитанией, а в 587 году — в возглавленный герцогом Раухингом мятеж представителей австразийской знати против Хильдеберта II. Многие участники этих заговоров были казнены или сосланы, но Эгидию удалось добиться королевского прощения. Вопреки воле короля Гунтрамна, с епископом также примирился и герцог Шампани Луп, долгие годы бывший врагом Эгидия.
Однако в 590 году и Эгидий был обвинён в соучастии в заговоре с цель убийства короля Хильдеберта II. По приказу короля Хильдеберта II епископ был похищен из своей резиденции и заключён под стражу в Меце. В начале октября в Вердене был созван поместный собор, участники которого вступились за Эгидия, потребовав от короля возвратить свободу епископу. Однако Хильдеберт II не освободил узника, лишь отослав его обратно под стражей в Реймс. По требованию короля епископы Австразии снова собрались в середине ноября в Меце. От имени Хильдеберта Эгидий был обвинён в преступных сношениях с королём Хильпериком I, в намерении убить короля Австразии, в разжигании вражды между Хильдебертом и Гунтрамном и в подделке королевских грамот о привилегиях Реймсской епархии и земельных дарениях. Хотя первоначально епископ отверг обвинения, показания многочисленных свидетелей вынудили его признаться во всех злоумышлениях. В результате участники собора признали Эгидия виновным в измене и постановили изгнать его с занимаемой им кафедры. Новым главой Реймсской епархии стал Ромульф, сын герцога Лупа. Неправедно накопленные Эгидием богатства были конфискованы в пользу короля, а сам бывший епископ сослан в Страсбург. Здесь он и скончался.